# Estació d'Amsterdam Centraal

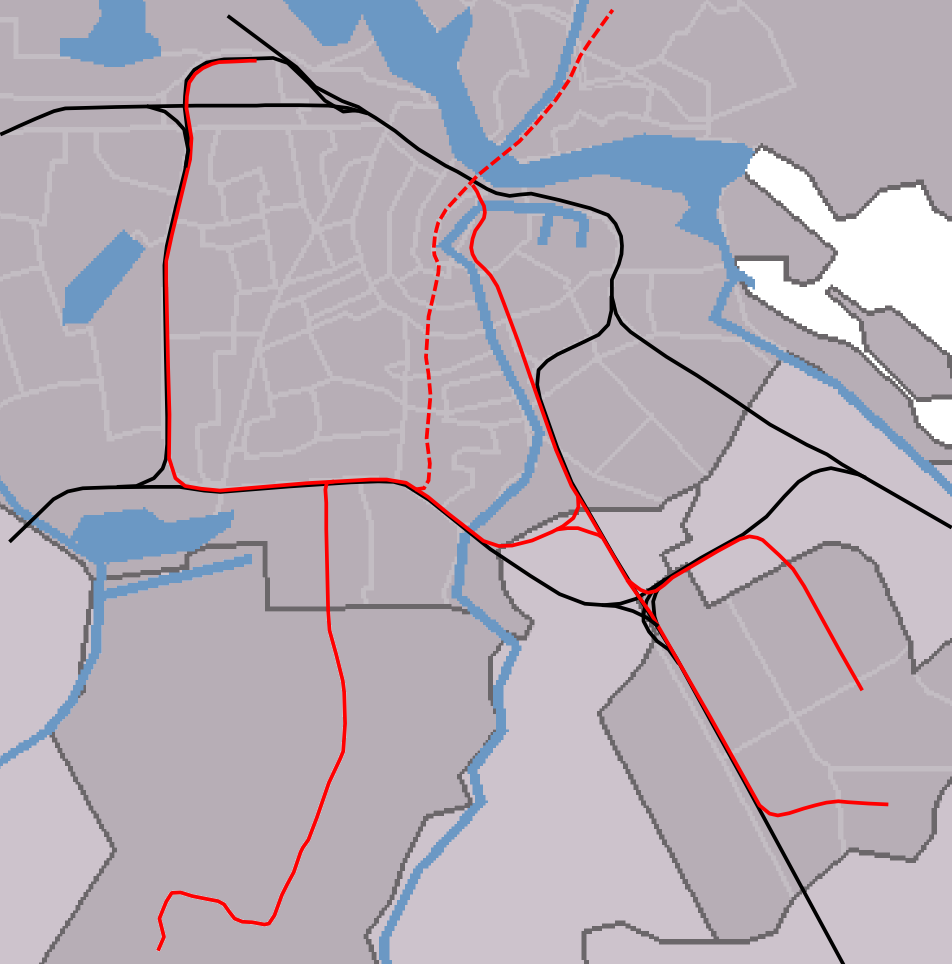
Mapa de les línies de ferrocarril

 Amsterdam Centraal (codi: ASD) és l'estació central d'Amsterdam. És un dels principals centres ferroviaris dels Països Baixos i és utilitzat per uns 260.000 passatgers al dia, amb exclusió de la transferència de passatgers. També és el punt de partida del Metro d'Amsterdam línies 51, 53, i 54. La construcció de l'estació central d'Amsterdam va ser dissenyat per Pierre Cuypers i AL van Gendt, i va obrir el 1889. Compta amb un sostre d'aproximadament 40 metres fabricat amb ferro colat per Andrew Handyside de Derby, Anglaterra. L'estació es troba actualment en reconstrucció a causa de la construcció de la línia de metro Nord-Sud (metro línia 52).